# Spirit of Biel/Bienne
De Spirit of Biel/Bienne was de naam van vier opeenvolgende zonnewagens, die waren ontworpen aan de Biel School of Engineering in Biel (Bienne), Zwitserland. In 1990 won de Spirit of Biel/Bienne II de World Solar Challenge. De auto legde de afstand van circa 3000km af met een gemiddelde snelheid van 65,2 km/u.
De volgende wagens werden door dit team gebouwd:
- Spirit of Biel/Bienne I (1987, 3e plaats)
- Spirit of Biel/Bienne II (1990, 1e plaats)
- Spirit of Biel/Bienne III (1993, 2e plaats achter Honda Dream)
- Schooler (1996, 2e plaats achter Honda Dream)
- Swisspirit, neemt deel aan de World Solar Challenge 2009

Door dit team is veel van de technologie (zoals de elektromotor) ontworpen die later gebruikt werd in de Nuna.